# 梅田宏
梅田 宏（うめだ ひろし、1935年4月3日 - ）は、日本の俳優、演出家。三重県出身。ケイエムシネマ企画に所属していた。劇団彩主宰。
身長172cm。趣味は映画鑑賞。特技はパントマイム。

## 出演作品

### テレビドラマ
- バス通り裏（NHK）
- あすをつげる鐘 「房五郎と郵便 前島密伝」（1961年、NHK）
- 黒百合城の兄弟（1961年、NHK）
- 鉄道公安36号 第87話「ラッセル車の男」（1965年、NET）
- 十時半睡事件帖（1994年、NHK）
- クリスマスキス〜イブに逢いましょう（1995年、テレビ東京） - 門脇老人
- 憲法はまだか（1996年、NHK）
- 金曜エンタテイメント / 最後の依頼人（1997年、フジテレビ）
- パパ・レンタル中（1998年、TBS） - 依頼人
- 土曜ワイド劇場（テレビ朝日）
  - 検察事務官小錦ヤエ子 第2作「母娘のきずな殺人事件」（1998年） - 児童館館長
  - 西村京太郎トラベルミステリー 第36作「能登半島殺人事件」（2001年） - 管理人
- 学校の怪談 春の物の怪スペシャル 第1話「怪猫伝説」（2001年、関西テレビ） - 高田教授
- ウソコイ 第1話「月よりの使者」（2001年、関西テレビ）
- サラリーマン金太郎（高橋克典版） 第3期 第10話「大興奮! いよいよ最終決戦!」（2002年、TBS） - 株主
- ウエディングプランナー SWEET デリバリー 第1話「理想の結婚式」（2002年、フジテレビ） - 北村茂夫
- 夢のカリフォルニア 第2話「君を抱きしめたい」（2002年、TBS） - 教授
- 愛と不思議の物語スペシャル / ウルチョラ・セブン 第1話「瀕死体験」（2002年、関西テレビ） - 杉山権史郎
- 連続テレビ小説 / さくら 第103、104話（2002年、NHK） - 医者
- ドゥニチラヴ 第2話「週末幽霊」（2003年、テレビ東京） - 大家
- 相棒（テレビ朝日）
  - Season2 第7話「消えた死体」（2003年） - 留置係
  - Season4 第8話「監禁」（2005年） - 落合惣八
  - Season5 第19話「殺人シネマ」（2007年） - 大池国男
- 怪奇事件特捜チームS・R・I 嗤う火だるま男（2004年、BSフジ）
- 結党!老人党（2009年、WOWOW） - 老人党幹部
- 月の雫を抱く女 - コメンテーター

### テレビ番組
- その時歴史が動いた（NHK） - 豊臣秀吉
- NHKデジタル衛星ハイビジョン 特番PR「見応え満載ハイビジョン」
- スーパーワイド ｢オウム裁判 生再現｣（TBS） - 裁判長
- 三面記事大賞

### 映画
- ポストマン・ブルース（1997年、日活） - 組長
- Lie lie Lie（1997年、東映）
- HANA-BI（1998年、日本ヘラルド映画）
- バレット・バレエ（2000年、ゼアリズエンタープライズ）
- 透視する女（2000年、ギャガ）
- ゴジラ×メガギラス G消滅作戦（2000年、東宝）
- 許されざる者（2003年、シネマパラダイス）
- ぐるりのこと。（2008年、ビターズ・エンド） - 被害者の祖父
- 百万円と苦虫女（2008年、日活） - 諸岡
- ハッピーフライト（2008年、東宝） - 乗客
- 感染列島（2009年、東宝）
- 大阪ハムレット（2009年、アートポート） - 祐一
- ひとりかくれんぼ 劇場版（2009年、ジョリー・ロジャー） - 管理人

### オリジナルビデオ
- 痴漢の指（1998年）
- 極道鑑定士 - 志村昭夫
- 夏の居場所 - 校長先生
- 顔 - 正子の父
- 女郎蜘蛛 - 林

### 舞台
- ワクワク学院
- 般女由来記
- 哀愁のムーランルージュ
- 青年たちの運河
- 木に花咲く
- 恋
- 忘れられた人々
- 幕末の治水家 炎燃え尽きるまで 船橋随庵
- 朗読フェスティバルin野田「新美南吉大会」（2013年）
- 与謝野晶子（2013年）

### CM
- アイフル WEB-CM
- はごろもフーズ シーチキン

### VP
- 沖電気工業
- ヤクルト本社
- 富士通
- カタログハウス
- 東京消費者センター
- 三井ホーム

### スチール
- 伊勢丹 「お歳暮カタログ」

## 演出作品
- 劇団彩「野田の空や林から・山中直治物語」（2010年）
- 朗読グループ「ひばりの会」公演（2012年）
  - 藤沢周平「初つばめ」
  - 喜多川歌麿女絵草紙「さくら花散る」
- れいたく朗読グループR 第7回公演 宮部みゆき「かどわかし」「器量のぞみ」（2013年）